# 西藏自治区科学技术协会
西藏自治区科学技术协会，简称西藏自治区科协、西藏科协，是中华人民共和国西藏自治区科学技术工作者组成的专业性人民团体，是中国科学技术协会的地方组织，受中国共产党西藏自治区委员会的领导。